# Pierre Sicard
Pierre Sicard (Parijs, 30 januari 1900 - 1980 of 1981) was een Frans kunstschilder. Hij wordt gerekend tot de postimpressionisten.

## Levensloop
Hij was een zoon van beeldhouwer François Sicard. Hij volgde geen kunstopleiding maar assisteerde wel een tijdlang zijn vader in diens atelier. Pierre Sicard legde zich toe op het schilderen en zijn werk werd voor het eerst geëxposeerd in 1924 in de Galerie Durand-Ruel. Hij reisde veel; hij doorkruiste Europa en bezocht ook Hong Kong, Bali, Sydney, Manila en hij ondernam twee lange reizen naar de Verenigde Staten (1936-1937). In 1939 werd Sicard gemobiliseerd. Hij werd krijgsgevangen genomen maar wist te ontsnappen en kon de rest van de oorlog blijven werken. Na de oorlog reisde hij regelmatig naar New York en Los Angeles en in 1950 vestigde hij zich met zijn vrouw in Bel Air (Los Angeles).

## Werk
De carrière van Sicard overspande meer dan veertig jaar, maar het bekendst zijn de levendige en kleurrijke schilderijen in postimpressionistische stijl die hij maakte van het nachtleven in Parijs in de jaren 1920 en 1930. Hij schilderde de bars, de music-halls en ook de revue nègre van Josephine Baker. En van zijn bekendste werken is Le Pigall’s (1925), een impressie van de gelijknamige nachtclub aan de Place Pigalle. Ook na de oorlog bleef hij in dezelfde uitbundige stijl werken en schilderde scènes van het leven in New York of Los Angeles, maar bijvoorbeeld ook een portret van zijn vriend Jean Renoir.